# Valby Bakke og Frederiksberg Bakke
Valby Bakke og Frederiksberg Bakke er to navne for den samme bakke på Frederiksberg og i Valby.
Hele bakken hed oprindelig Solbjerg, som nævnes i Sokkelund Herreds tingbog, og på Dahlbergs belejringskort. og fik først navnet Friederichsberg, længe efter Frederiksberg Slot blev bygget. Bakken kaldtes endnu Valby Bakke, da Huset Friedericskberg blev bygget, og landsbyen kaldtes Ny Amager.
Langs Allégade lå den nyanlagte by "Ny Amager", som tog navn efter slottet og blev til Frederiksberg.
Den gamle betegnelse var Valby Bjerg, som kendes fra Sokkelund Herreds tingbøger.
På Frederiksberg kaldes bakken Frederiksberg Bakke. 

Derfra stammer også udtrykket "at bo på Frederiksberg", idet man bor på et bjerg og ikke i det.
Københavnere bruger oftest betegnelsen Valby Bakke.

## Udsigten fra Valby Bakke
Fra Valby Bakke kunne man se København. Det ville sige, at alt vest for Valby Bakke var uden for københavnerens synsvinkel.

Deraf den faste vending (som også kendes fra sangen "Valby Bakke" fra 2004 af Peter Sommer på debutalbummet På den anden side):
| Citat | "Vest for Valby Bakke" | Citat |
|       |                        |       |

H.C. Andersen beskriver den nye vej ind til København:
| Citat | "Mandag morgen den sjette september 1819 så jeg fra Frederiksberg Banke første gang København". | Citat |
|       |                                                                                                 |       |

Den sydlige del af Valby Bakke blev gennemgravet omkring 1845 ved Vigerslev Allé, så den nye jernbane København-Roskilde kunne føres igennem.

## Nedlagte gravhøje
Gamle kort viser, at der lå 4-5 gravhøje på toppen af Valby bakke. Højene blev nedlagt, da Frederiksberg slot blev opført omkring 1700.

## Området omkring bakken i dag
På toppen af bakken ligger Frederiksberg Slot og et hjørne af Københavns Zoo med Zootårnet, som begge ligger i Frederiksberg Kommune. Bakkens højeste punkt er 31 meter over havet i nærheden af, hvor Zootårnet er bygget. Zootårnet er ca. 40 meter højt.
Områder og bygninger, som ligger på eller for foden af Solbjerget:
- Vestre Kirkegård – ligger på den sydlige del af Valby Bakke.
- Jesuskirken – ligger på Valby Bakke, syd for Søndermarken.
- Carlsberg – Carlsberg (Carl efter Carl Jacobsen, og -berg efter netop Valby Bakke) dækker et stort område, bl.a. en østlig del af bakken.
- Søndermarken – ligger på den sydlige del af bakken.
- Cisternerne – ligger i den nordlige ende af Søndermarken.

Solbjerg Station, nu Fasanvej Station, på Frederiksberg ligger et godt stykke fra bakken. Det samme gælder Solbjerg Kirke i Solbjerg Sogn. Heraf ses at stednavnet Solbjerg i dag undertiden bruges om et kvarter i Frederiksberg Kommune uden association til selve bakken.

## Valby Bakke i kunsten
| - Valby Bakke i kunsten - 1758. Udsigten fra Valby Bakke mod København. Vejene Vesterbrogade (derefter Vestre Landevej) og Gammel Kongevej kan ses divergerende. - 1763: København (latin: Hafnia) set fra Frederiksberg Bakke. Frederiksberg Kirke ses i nederste venstre hjørne. Den diagonale træbeklædte allé er Frederiksberg Allé. |

| - 1807 : Københavns bombardement − Amager og Øresund i baggrunden; Frederiksberg Slot i forgrunden til højre med soldater med kanoner. - Ca. 1845. Ludvig Messmann: København set fra Valby Bakke. - 1830-70. København set fra Valby Bakke. (Amsterdam Museum) |